# Choybalsan (ciudad)
Choybalsan (Чойбалсан) es la cuarta ciudad de Mongolia por tamaño (unos 45.000 habitantes en 2017), tras Ulán Bator, la capital, Darjan y Erdenet. Hasta 1941 era conocida como Bayan Tümen (Баян Түмэн), cuando, en honor de Horloogiyn Choybalsan, fue rebautizada la ciudad.
Es la capital de la aymag (provincia) de Dornod, al este del país. Se encuentra junta al río Kerulen.
- Datos: Q318245